# Daisuke Ishizu
Daisuke Ishizu (石津 大介 Ishizu Daisuke?), född 5 januari 1990 i Fukuoka prefektur, är en japansk fotbollsspelare.
Ishizu började sin karriär 2012 i Avispa Fukuoka. 2014 blev han utlånad till Vissel Kobe. Han gick tillbaka till Avispa Fukuoka 2017.